# Vakcína Moderna proti covidu-19
Vakcína Moderna proti covidu-19 (INN: elasomeran, obchodní jméno Spikevax (kódové jméno mRNA-1273) je vakcína proti covidu-19 vyvinutá společností Moderna za spolupráce s americkými státními organizacemi NIAID a BARDA. Jde o RNA vakcínu, podobnou jako je vakcína Pfizer–BioNTech a s podobnou, mírně lepší účinností.
Dne 6. ledna 2021 Evropská léková agentura doporučila udělit podmínečnou registraci této vakcíně u osob starších 18 let a Evropská komise ten samý den podmínečnou registraci udělila. Předtím byla v prosinci 2020 schválena pro použití ve Spojených státech amerických a Kanadě a začátkem ledna 2021 v Izraeli.

## Fungování
Vakcína se podává ve dvou dávkách, obvykle do svalu v horní části paže, a to s časovým odstupem minimálně 28 dní. Podle klinické studie byly nežádoucí účinky vakcíny mírné nebo středně závažné a odezněly do několika dní po očkování; k nim patřily bolest a zduření v místě injekce, únava, zimnice, horečka, otok nebo citlivost lymfatických uzlin v podpaží, bolesti hlavy, svalů a kloubů, nevolnost a zvracení, ty se vyskytly často (více než u 1 osoby z 10 očkovaných). O něco méně často (méně než u 1 osoby z 10) se vyskytovala vyrážka, zarudnutí či kopřivka v místě injekce. Ještě vzácnějšími nežádoucími účinky (projevujícími se u méně než u 1 osoby ze 100) bylo svědění v místě injekce.
Výrobu biologicky účinné látky zajišťuje švýcarská společnost Lonza Group ve Švýcarsku a Spojených státech amerických, kompletaci pak španělská společnost Rovi Pharma Industrial Services. Vakcína musí být uchovávána a přepravována v chladu v teplotě mezi -25 a -15 °C. Podle informací nakrátko zveřejněných belgickou političkou Evou de Bleeker (a poté smazaných) má Evropská unie jednu dávku vakcíny nakupovat za 18 amerických dolarů.

## Účinnost
Účinnost vakcíny byla prokázána v rámci klinických studií, do kterých bylo zařazeno asi 30 tisíc osob. Polovina z nich dostala vakcínu a polovina injekci bez léčivé látky. Ve studii byla prokázána účinnost 93,6 % pro symptomatické případy po 14 dnech od podání druhé dávky. Pro asymptomatické případy byla velmi předběžně prokázána účinnost zhruba 40 %. V současné době není známo, jak dlouho ochrana poskytovaná vakcínou potrvá. Po půl roce je stále účinná. Třetí fáze klinické studie bude pokračovat ještě několik let.
V červnu 2021 výrobce oznámil, že vakcína je účinná i proti všem mutacím, včetně indické.

## Historie využití vakcíny
- prosinec 2020: schválení k použití v USA
- 6. ledna 2021 získala vakcína v EU podmínečnou registraci[6]
- firma Moderna oznámila EU krácení dodávek proti původní uzavřené dohodě[13]
- k 9. listopad 2021 bylo v České republice podáno asi 980 tisíc dávek této vakcíny[14]
- dne 15. července 2022 byla Ministerstvem zdravotnictví ČR schválena druhá posilovací dávka (tj. celkově čtvrtá) v režimu nouzového použití (emergency use)[15] v původní nezměněné podobě
- Británie v srpnu 2022 schválila jako první země modifikovanou vakcínu Moderna proti variantě omikron BA.4 a BA.5[16]
- do konce září 2022 je v Evropě očekáváno schválení modifikované vakcíny proti variantě omikron BA.1, v USA proti novější variantě BA.4 a BA.5[17]

## Složení
Léčivou látkou je mRNA vakcína proti onemocnění covid-19. Dalšími složkami jsou:
- lipid SM-102
- cholesterol
- DSPC (fosfatidylcholin)
- fosfolipid PEG2000 DMG (polyethylenglykol)
- tris
- hydrochlorid trisu
- kyselina octová
- octan sodný
- sacharóza
- voda pro injekci